# Pinggau
Pinggau é um município da Áustria, situado no distrito de Hartberg-Fürstenfeld, no estado da Estíria. Tem 59,09 km² de área e sua população em 2019 foi estimada em 3.164 habitantes.